# Денисова Тетяна Вікторівна
Тетя́на Ві́кторівна Дени́сова (11 лютого 1980, Калінінградська область, РРФСР) — російська хореографка, засновниця й керівниця танцювального колективу «JB ballet» у Німеччині, в якому танцюють лише учасники з України; одна з членів журі телепроєкту «Танцюють всі!» (2009-2016) та членкиня журі російського шоу-проєкту «Танцы» (2017-2021).
Відмовилася від публічного засудження російського терору і заяв на підтримку України.

## Біографічні дані
Народилася 11 лютого 1980 у Калінінградській області, в сім'ї моряка й виховательки дитячого садка. У віці двох років разом із сім'єю переїхала до Севастополя, куди направили працювати її батька.
З п'яти до десяти років займалася художньою гімнастикою.
У десять років почала займатися танцями. Згодом, пройшовши велелюдний відбір (тридцять осіб на місце), вступила до Ленінградського хореографічного училища ім. А. Ваганової. Однак за сімейними обставинами не закінчила навчання в Петербурзі. Пізніше продовжила навчання в КНУКіМ, де зібрала власний колектив, в якому виступала хореографкою й танцюристкою. На той час їй був лише 21 рік.
Зі слів ексчоловіка Олександр Кривошапко (інтерв'ю Rostyslove Production) отримала російське громадянство.

## Творча діяльність
Близько трьох років працювала в Києві зі своїм балетом. Паралельно викладала хореографію в Київському естрадно-цирковому коледжі. Саме тут її помітили закордонні агенти й тривалий час пропонували роботу.
У 2004 році Тетяна погодилася на переїзд і виїхала до Німеччини разом з групою, де вони інтенсивно виступають відтоді. Окрім цього, працює хореографкою й режисеркою-постановницею численних шоу та циркових номерів у кількох країнах Європи.
У 2009 році виступила суддею та хореографкою другого сезону проєкту «Танцюють всі!». У 2010 році повторно стала суддею проєкту.
Спеціалізується на стилях диско й бродвей.
Після завершення українського телепроєкту «Танцюють всі!», Тетяна погодилася взяти участь у якості членкині журі в російському шоу-проєкті «Танцы» на телеканалі «ТНТ». Колегами Тетяни в журі стали російський актор Сергій Свєтлаков та російський хореограф Мігель.
Денисова надихається:
- прослуховуванням музики Queen, Elton John, Bon Jovi, Nickelback, Guns'n'Roses;
- переглядом танцювальних композицій майстрів своєї справи Cyd Charisse, Frad Astaire, Sylvie Guillem, Михайла Баришнікова, Рудольфа Нурієва, Карини Смірнофф, Славіка Крикливого;
- експериментами з 3D хореографією: танці на полотнах, «Альфа Гравіті» (Alfa Gravity).

## Особисте життя
Перший чоловік — акробат Ілля Страхов. Має сина Лева (2009).
18 травня 2011 року одружилася з фіналістом шоу«Х-фактор» Олександром Кривошапком. У 2012 році, після численних сварок, подружжя розлучилося.
У вільний час займається боксом.